# Jean-Baptiste le Saive der Jüngere
Jean-Baptiste le Saive der Jüngere (auch Jean-Baptiste Saive, Jean-Baptiste Sayve, Jean-Baptiste de Saive; * 1604 in Mechelen; † nach 1641) war ein flämischer Maler.
Als Sohn von Jean-Baptiste le Saive d. Ä. wurde er vermutlich von seinem Vater ausgebildet. Über sein Leben und Werk ist nur wenig bekannt. 1621 endete seine Ausbildung und er wurde Meister, 1641 wurde Oswald Onghers sein Schüler. Nach Angaben E. Neeffs malte er zahlreiche Stillleben.